# جوهرستان
جوهرستان هي قرية في مقاطعة مباركة، إيران. يقدر عدد سكانها بـ 938 نسمة بحسب إحصاء 2016.